# Anasztázia Nguyen
Anasztázia Nguyen (* 9. Januar 1993 in Budapest) ist eine ungarische Sprinterin und Weitspringerin.

## Sportliche Laufbahn
Nguyen, das Kind einer ungarischen Mutter und eines vietnamesischen Vaters, war zu Beginn ihrer Karriere auch als Weitspringerin und Stabhochspringerin unterwegs, konzentrierte sich dann aber auf den Sprint. 2009 belegte sie bei den Jugendweltmeisterschaften in Brixen im 100-Meter-Lauf in 11,81 s den siebten Platz und gewann mit der ungarischen Sprintstaffel (1000 Meter) in 2:09,22 min die Silbermedaille. Anschließend gewann sie beim Europäischen Olympischen Jugendfestival (EYOF) in Tampere in 11,85 s die Bronzemedaille über 100 MEer sowie in 46,38 s die Silbermedaille mit der Staffel. Im Jahr darauf erreichte sie bei den Juniorenweltmeisterschaften im kanadischen Moncton über 100 Meter das Halbfinale, in dem sie mit 11,92 s ausschied, während sie mit der Staffel mit 45,77 s im Vorlauf scheiterte. Anschließend nahm sie an den erstmals ausgetragenen Olympischen Jugendspielen in Singapur teil und belegte dort in 11,81 min den fünften Platz im A-Finale. 2011 stellte sie im 100-Meter-Finale der Junioreneuropameisterschaften einen neuen ungarischen Juniorinnenrekord von 11,55 s auf und belegte damit Rang sechs und auch mit der Staffel belegte sie in 45,24 s den sechsten Platz und stellte damit einen ungarischen U23-Rekord auf.
2012 startete sie im 60-Meter-Lauf bei den Hallenweltmeisterschaften in Istanbul und schied dort mit 7,59 s in der ersten Runde aus. 2015 gelangte sie dann bei den Halleneuropameisterschaften in Prag bis in das Halbfinale und schied dort mit 7,39 s aus. Anschließend belegte sie bei den U23-Europameisterschaften in Tallinn in 11,75 s den fünften Platz über 100 Meter. Im Jahr darauf schied sie bei den Hallenweltmeisterschaften in Portland mit 7,46 s in der ersten Runde aus und auch bei den Europameisterschaften in Amsterdam scheiterte sie mit 11,66 s im Vorlauf und erreichte auch mit der Staffel in 44,34 s nicht das Finale. 2017 schied sie bei den Halleneuropameisterschaften in Belgrad mit 7,53 s in der Vorrunde aus. 2018 qualifizierte sie sich erneut für die Europameisterschaften in Berlin und schied auch dort über 100 Meter mit 11,72 s im Vorlauf aus, wie auch mit der Staffel nach 44,15 s. 
Seit 2018 tritt sie vermehrt im Weitsprung an und nahm 2019 an den Halleneuropameisterschaften in Glasgow teil, bei denen sie mit 6,28 m in der Qualifikation ausschied. Anschließend erreichte sie bei den Europaspielen in Minsk in 11,85 s Rang 25 im 100-Meter-Lauf und wurde im Weitsprung mit einem Sprung auf 6,17 m Zwölfte. Im Weitsprung qualifizierte sie sich zudem erstmals für die Weltmeisterschaften in Doha, bei denen sie auf Anhieb das Finale erreichte und dort mit 6,26 m den zwölften Rang belegte. 2021 startete sie bei den Halleneuropameisterschaften in Toruń über 60 Meter und schied dort mit 7,50 s in der ersten Runde aus. Mitte Juni siegte sie mit 6,51 m bei den Paavo Nurmi Games und schied daraufhin bei den Olympischen Spielen in Tokio mit 6,52 m in der Qualifikationsrunde aus. Anschließend siegte sie mit 6,39 m bei der Hungarian GP Series Budapest. Im Jahr darauf gelangte sie bei den Hallenweltmeisterschaften in Belgrad mit 6,39 m auf Rang 13 und 2024 verpasste sie bei den Europameisterschaften in Rom mit 6,32 m den Finaleinzug.
In den Jahren von 2009 bis 2011 und 2018 wurde Nguyen ungarische Meisterin im 100-Meter-Lauf sowie 2011 auch im 200-Meter-Lauf und 2010 und 2011 in der 4-mal-100-Meter-Staffel. Im Weitsprung siegte sie von 2018 bis 2020 im Freien sowie 2018, 2020 und 2024 in der Halle. In der Halle siegte sie 2010 und von 2015 bis 2018 und 2022 auch über 60 Meter.

## Persönliche Bestleistungen
- 100 Meter: 11,43 s (+1,7 m/s), 30. Mai 2015 in Budapest
  - 60 Meter (Halle): 7,32 s, 21. Februar 2015 in Budapest
- 200 Meter: 23,81 s (+1,2 m/s), 30. Juli 2011 in Budapest
- Weitsprung: 6,77 m (+0,2 m/s), 30. Juli 2019 in Budapest